# 莫乌错尔格
莫乌错尔格是一个位于中国四川省若尔盖县的湖泊，面积约为3平方千米。